# Стаутенбург
Стаутенбург (нід. Stoutenburg) — село в нідерландській провінції Утрехт. Входить до муніципалітету Лесден. Частина його території відноситься до сусіднього муніципалітету Амерсфорт.
Його площа становить 6,89 км², а населення станом на 2021 рік складало 485 осіб.
Перша згадка про населений пункт датується 1262 роком.
До літа 1969 року мало статус окремого муніципалітету.

## Галерея

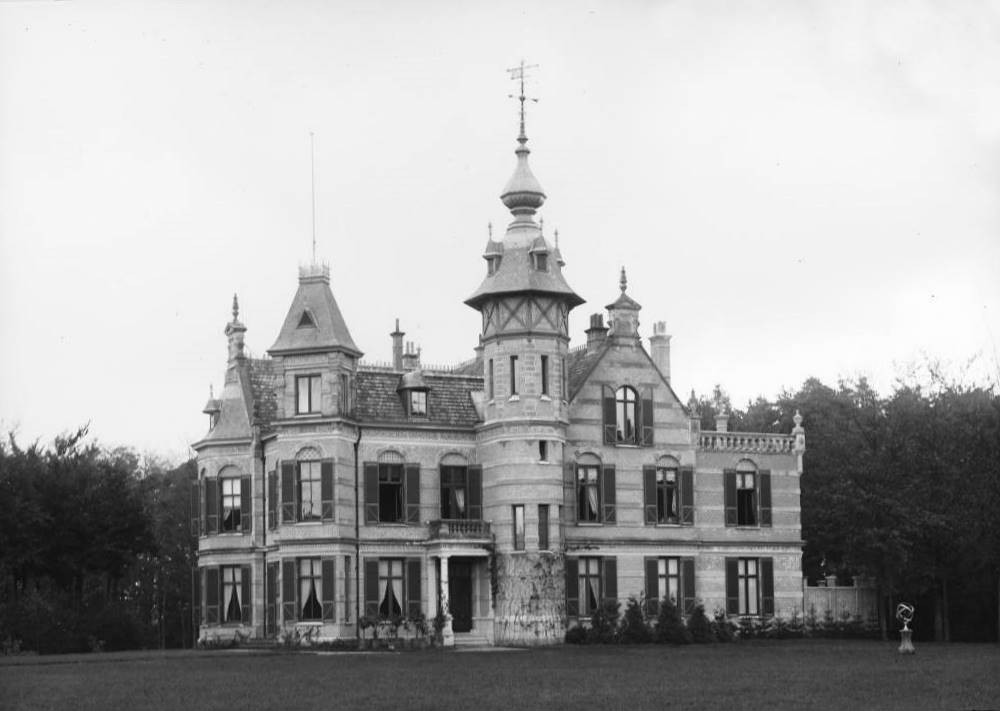
Замок Стаутенбург (1891)
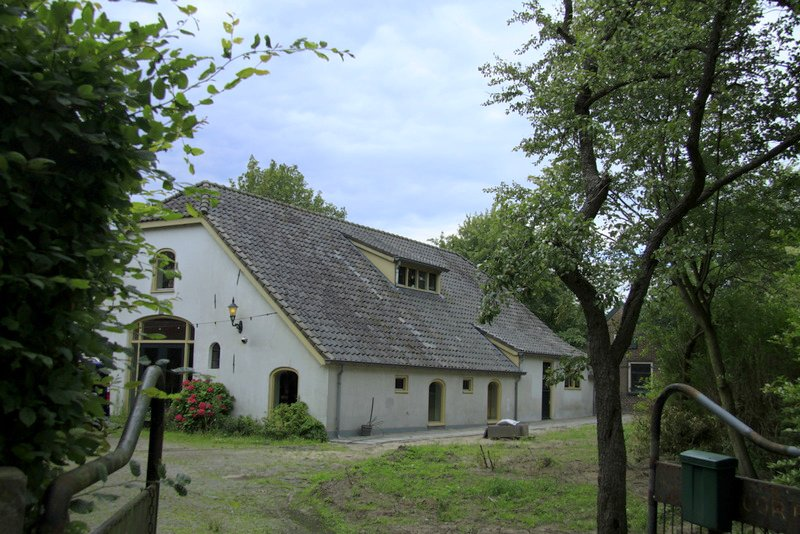
Ферма у Стаутенбурзі
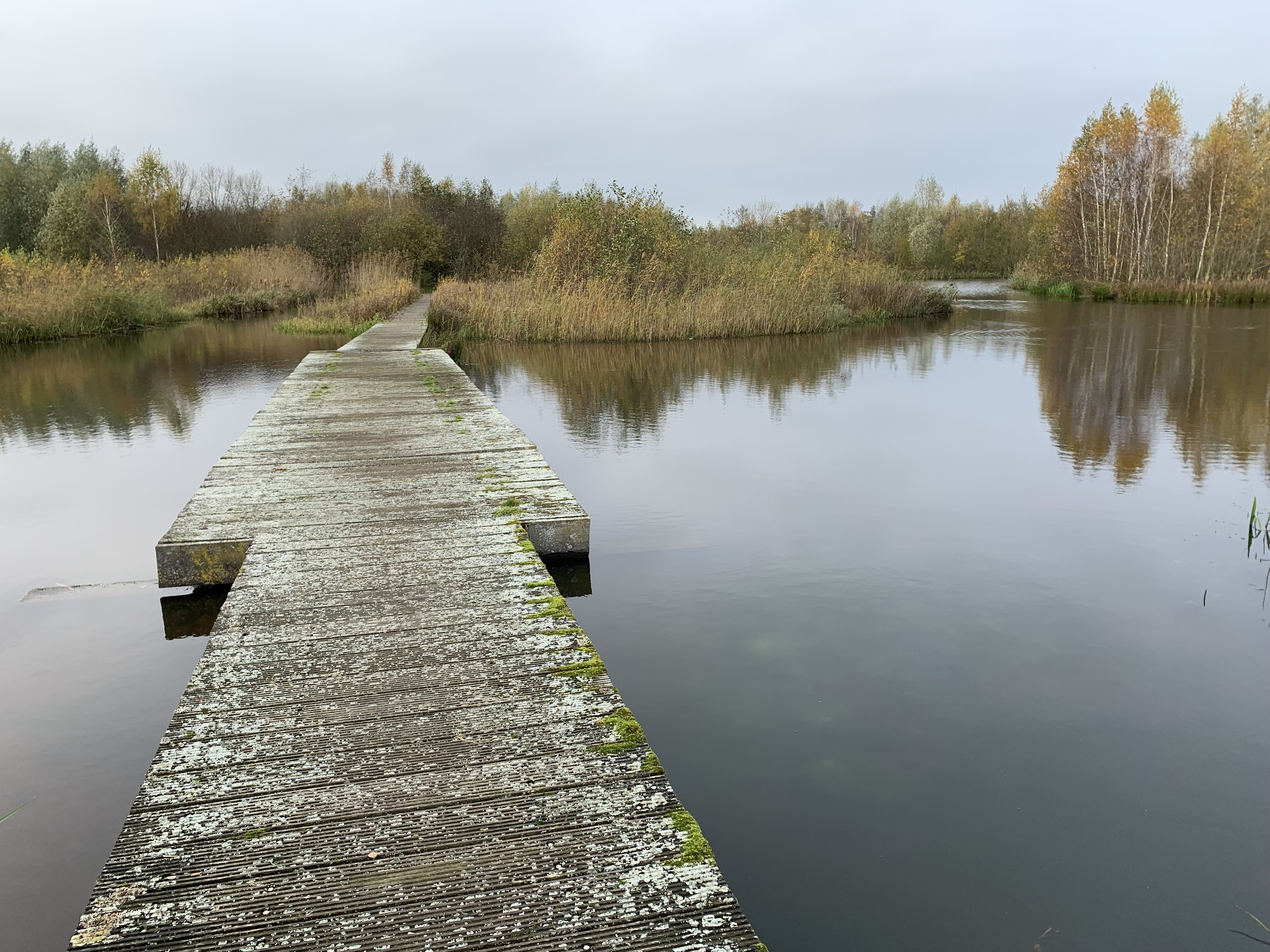
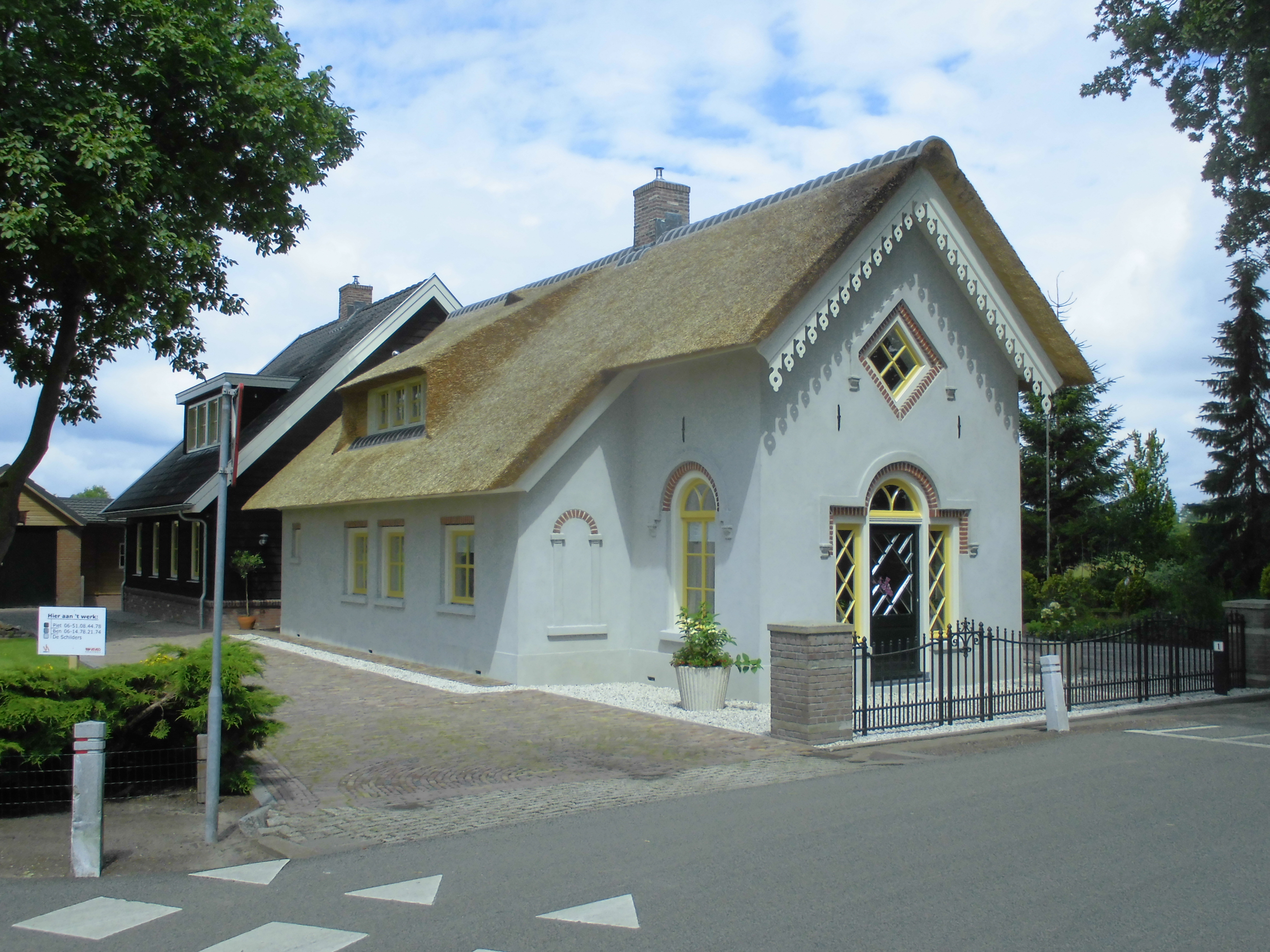